# Río Témala
El río Témala es un río de Nueva Caledonia. Tiene un área de influencia de 352 kilómetros cuadrados.